# Торіґое Меґумі
 Торіґое Меґумі (яп. 鳥越 恵; нар. Японія) — японська футболістка, захисниця, виступала в збірній Японії.

## Кар'єра в збірній
У листопаді 1999 року Торіґое була викликана до збірної Японії для участі в чемпіонату Азії 1999 року. Дебютувала за збірну на цьому турнірі, 8 листопада в поєдинку проти Таїланду. З 1999 по 2001 рік відіграла 8 поєдинків у футболці національної збірної.

## Статистика виступів у збірній
| жіноча національна збірна Японії | жіноча національна збірна Японії | жіноча національна збірна Японії |
| Рік                              | Матчі                            | Голи                             |
| -------------------------------- | -------------------------------- | -------------------------------- |
| 1999                             | 5                                | 0                                |
| 2000                             | 2                                | 0                                |
| 2001                             | 1                                | 0                                |
| Загалом                          | 8                                | 0                                |